# Pungo Andongo
Pungo Andongo (auch Pungo-Andongo) ist eine Ortschaft in Angola.

## Geschichte
Aufgrund seiner Lage und der Beschaffenheit des hochgelegenen und felsigen Geländes war Pungo N`dongo (dt. etwa: Hohe Steine) lange Zeit die befestigte Hauptstadt des Königreichs N`dongo. Im Verlauf der Ausdehnung der Portugiesische Kolonialmacht in das Landesinnere unterwarfen die Portugiesen im Jahr 1671 auch das Königreich Ndongo, und sie errichteten hier die Festung Forte de Pungo Andongo. Diese stellte eine Verlängerung der portugiesischen Festungslinie entlang des Cuanzas dar, insbesondere mit Ambaca, Cambambe, Massangano und Muxima.

## Sehenswürdigkeiten
Bekannt ist Pungo Andongo für seine Felsformation, die Schwarzen Steine von Pungo Andongo. Hier soll auch ein Fußabdruck der legendären Königin Nzinga von Ndongo und Matamba (Ana de Sousa, 1583–1663) zu sehen sein.
Mit der Capanda-Talsperre liegt der größte Stausee des Landes in der Gemeinde Pungo Andongo.
Von der 1671 errichteten portugiesischen Festung Fortaleza de Pungo Andongo, die zur Überwachung der hiesigen Handelswege und zur militärischen Sicherung der portugiesischen Hoheit im Gebiet diente, sind nur noch Ruinen zu sehen.
Die Aloenart der Aloe andongensis verdankt Pungo Andongo ihren Namen, nach ihrem hiesigen Vorkommen.

## Verwaltung
Pungo Andongo ist Sitz einer gleichnamigen Gemeinde (Comuna) im Landkreis (Município) von Cacuso, in der Provinz Malanje. Die Gemeinde umfasst eine Fläche von 2024 km² und hat etwa 5200 Einwohner (Schätzung 2011). Die Volkszählung 2014 soll fortan gesicherte Bevölkerungsdaten liefern.
Der Ort Capanda gehört neben dem Gemeindesitz zu den wichtigsten Ortschaften in der Gemeinde.

## Wirtschaft
Die Gemeinde ist traditionell stark landwirtschaftlich geprägt. Maniok, Mais, Bohnen, Erdnüsse, Sesam und in kleinem Maßstab auch Reis sind die wichtigsten Anbauprodukte des überwiegend kleinbäuerlich betriebenen Ackerbaus, der zur Selbstversorgung dient. Ein Teil der Bauern hat sich in den 23 Genossenschaften der Gemeinde zusammengeschlossen. Doch auch großflächige Landwirtschaft wird inzwischen hier betrieben, teilweise nach Rodungen durch chinesische Unternehmen. So wurde zuletzt wieder der Anbau von Zuckerrohr aufgenommen, die Energie des nahen Kraftwerks der Talsperre Capanda ermöglichte zudem die Ansiedlung von Industrieanlagen. Der auch Kapanda genannte Staudamm ist der größte in Angola. So gab das brasilianisch-angolanische Unternehmen Biocom 2011 in Pungo Andongo den Anbau von Zuckerrohr und die Errichtung von Fabriken zur Herstellung von Zucker, Biokraftstoff, Ethanol und Cachaça bekannt, anfangs zu einem Teil noch aus brasilianischem Import-Zuckerrohr. Zu dem Zeitpunkt bestanden in der Gemeinde bereits Anlagen zur Verarbeitung von Mais und anderem Getreide.
Im Mai 2014 besuchte der ehemalige brasilianische Präsident Lula da Silva Pungo Adongo und zeigte sich zufrieden mit den Fortschritten der landwirtschaftlichen Produktion, die Angola nach seiner Aussage in Kürze unabhängig von jedweden Nahrungsmittelimporten machen wird. Er besuchte auch Capanda, wo Biocom zudem Strom aus produktionseigenen Abfällen produzieren wird. Nach einer Anfangsphase ab Juni 2014 mit 117 MW soll das Kraftwerk der Biocom ab 2018 Strom mit einer Gesamtleistung von 340 MW produzieren. Bis dahin soll auch der gesamte Bedarf aller Biocom-Anlagen aus angolanischem Zuckerrohr gedeckt werden. Es wird eine Produktion von 260 Tonnen Zucker und 30 Mio. Liter Ethanol angepeilt. Ab 2020 soll dann in einer zweiten Phase die Produktion weiter gesteigert werden, um für den Export zu produzieren.
Biocom ist ein Gemeinschaftsunternehmen der brasilianischen Odebrecht-Gruppe, des angolanischen Unternehmens Damer, und des staatlichen angolanischen Mineralölunternehmens Sonangol (Sociedade Nacional de Combustíveis de Angola).